# Plan de desarrollo
El Plan de Desarrollo (Pla de desenvolupament) és com són coneguts popularment els Plans de desenvolupament econòmic i social, tres plans de planificació indicativa amb els quals es va superar el període estructural econòmic conegut com a Autarquia, que es remuntava a la postguerra espanyola.
Arrenquen del Pla d'Estabilització de 1959 i el seu epònim va ser Laureano López Rodó. Van provocar un potent creixement econòmic, amb una taxa mitjana acumulativa del 7,2% anual en l'augment del PIB. A aquests anys se'ls coneix com a desenvolupisme. Bona part de l'èxit dels plans va estar basat una balança comercial desequilibrada (les importacions permetien el "take-off" econòmic), el dèficit del qual es compensava amb remeses de l'emigració espanyola a Europa i amb ingressos per turisme, a part de les entrades directes de capital estranger, que es van liberalitzar. La industrialització va comptar amb l'existència dels denominats pols de desenvolupament: zones de preferent instal·lació d'empreses industrials, com Valladolid i Vigo (on es van instal·lar fàbriques automobilístiques de Renault i Citroën respectivament), Puertollano (refineria), etc.
Es va crear un ministeri ad hoc, el Ministeri de Planificació i Desenvolupament, que des de 1967 a 1973 va ocupar Laureano López Rodó, persona destacada entre els anomenats tecnòcrates de l'Opus Dei, grup que actuava com una de les famílies del franquisme amb major control sobre l'àrea econòmica, almenys fins a l'esclat de l'escàndol Matesa (1969).
El tercer Pla de desenvolupament va haver de declarar-se inconclús, per estrangulament financer, i es va començar la transició estructural de l'economia espanyola (reconversió industrial), que coincidiria temporalment amb la transició després de la mort de Franco. Aquestes transicions s'estendrien fins entrats els anys vuitanta, amb l'ingrés d'Espanya en la Comunitat Europea. Aleshores es va engegar el model econòmic que ha tingut la construcció com a locomotora industrial i que ha estat finançat amb les mateixes ajudes europees i mitjançant l'endeutament massiu de llars i societats financeres i no financeres amb l'exterior.
Va haver-hi tres Plans de desenvolupament, successivament, eren quadriennals:
- Primer pla de desenvolupament (1964-1967)
- Segon pla de desenvolupament (1968-1971)
- Tercer pla de desenvolupament (1972-1975)